# کشتی کانتینری

یک کشتی کانتینری در هامبورگ آلمان

کشتی کانتینری یا کشتی بارگنجی (به انگلیسی: Container ship) کشتی‌های باربری هستند که تمام بار آنها بارگنج (کانتینر) می‌باشد که در اصطلاح فنی آن، ترابری بارگنج یا کانتینریزیشن نامیده می‌شود. کشتی‌های کانتینری عموماً ابزار اصلی ایستگاه چندگانه تجارتی می‌باشند. بارهای این کشتی‌ها عموماً کانتینرهای استاندارد ۸×۲۰ و ۸×۴۰ فوت می‌باشند. ظرفیت ترابرد برخی کشتی‌های کانتینر بر تا ۱۹۰۰۰ کانتینر هم می‌رسد.

## تاریخچه

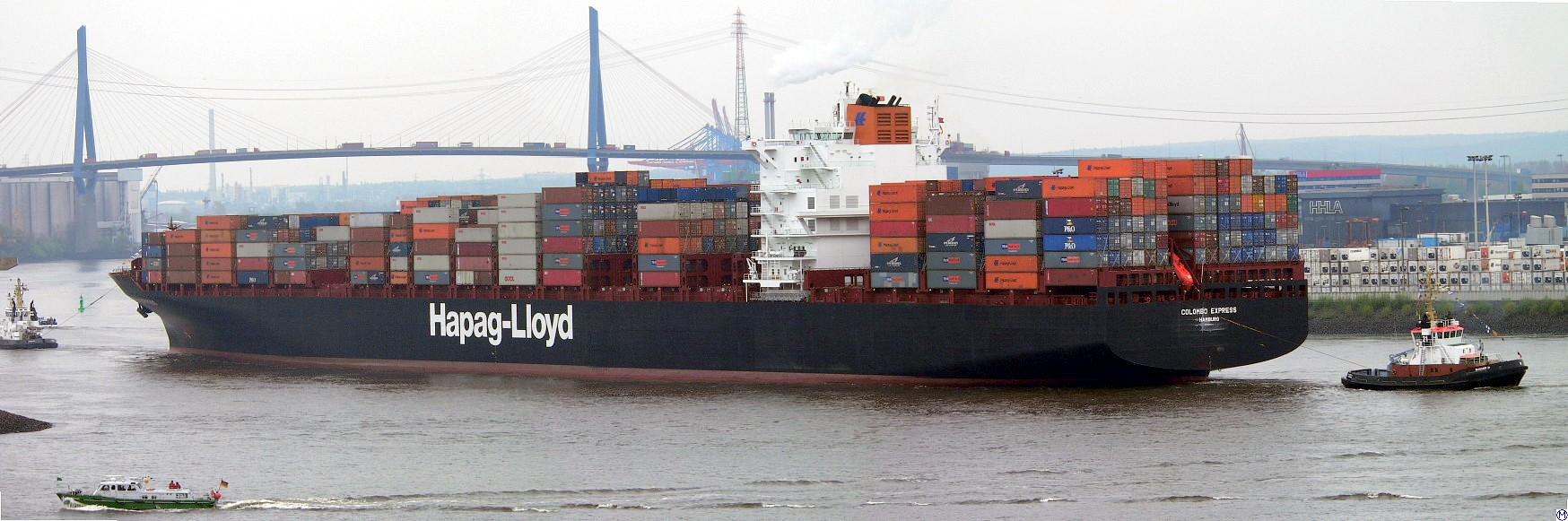
کلومو اکسپرس یکی از بزرگترین کشتی‌های کانتینری در دنیا، که مربوط به کمپانی هیپک لوید آلمان می‌باشد.

کشتی‌های کانتینری محموله‌های مختلف را بار می‌زنند و از سال ۱۹۰۰ تا کنون مورد استفاده قرار می‌گیرند. محموله‌های آنها می‌تواند هر چیزی شامل خودروها، کیسه‌های آرد، ظروف مشروبات و بسیاری از اجناس دیگر در اندازه‌ها و اشکال مختلف باشد. تخلیه و بارگیری چنین ترکیباتی نیاز به زمان و کارگر زیادی دارد و در نتیجه هم از نظر هزینه و هم از نظر زمانی گرانقیمت است. از آنجا که از هزینه‌های عملیاتی آنها بسیار بالا است، استفاده از کشتی سنتی به‌طور پیوسته در حال کاهش است. کشتی‌های کانتینری وجود خود را به راننده کامیون آمریکایی، جان مک‌لین مدیون هستند. در سال ۱۹۳۱، مک‌لین اولین کامیون خود را که برای ارسال و برداشت بارها از بنادر مختلف مورد استفاده قرار می‌گرفت، خریداری نمود. در طول این زمان، در حالی که او بی‌صبرانه منتظر تخلیه محتوای داخل کامیون به کشتی بود، او به راهی کارآمدتر و سریع‌تر می‌اندیشید که کشتی‌ها را پر و خالی کند و بتواند در وقت بسیار زیاد و هزینه بالا صرفه‌جویی کند.
کشتی‌های کانتینری اولیه، نوع تبدیل شده نفت‌کش‌هایی بودند، که بعد از جنگ جهانی دوم از باقی‌مانده‌های تانکرهای تی۲ ساخته شده بودند. در سال ۱۹۵۱، اولین کشتی کانتینری باهدف در دانمارک شروع به کار نمود و در بین سیتل و آلاسکا کار می‌کرد. اولین کشتی کانتینری در ایالات متحده، آیدیال اکس یک تانکر تی۲ که متعلق به مالکوم مکلین بود که ۵۸ کانتینر فلزی را از نیوارک، نیوجرسی به هوستون، تگزاس در اولین سفر دریایی‌اش در آوریل ۱۹۵۶ حمل نمود.